# 마르쿠스 가비우스 아피키우스

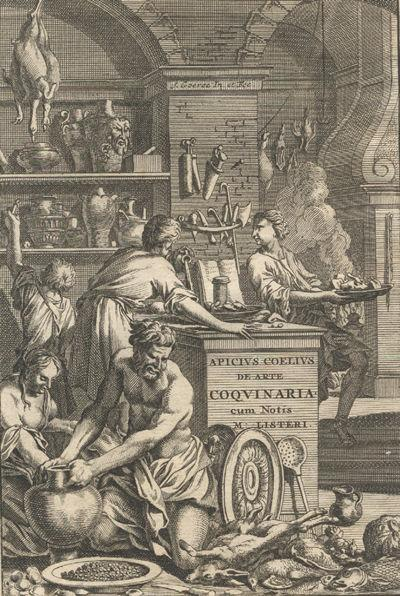

마르퀴스 가비우스 아피키우스(Marcus Gavius Apicius)는 로마 시대의 미식가이자 사치스러운 생활을 즐기던 사람인 것으로 추정된다. 티베리우스 황제 대의 사람인 것으로 추정되며 로마의 요리책이던 아피키우스를 쓰는 데 참가했던 사람이다. 아피키우스에 많은 사람들이 참여했으나 그 이름이 전해지지 않는 것일 뿐이므로 그가 아피키우스를 저술했다는 오인은 옳지 않은 것이다. 그리스의 문법가이던 아피온이 쓴 《아피키우스의 사치품》이라는 걸작의 주인공이기도 했다.
그의 삶에 대해서는 당대 작품에 간간히 등장하기도 하지만 아피온의 작품 내용이 부분적으로 가미된 것으로 보는 견해가 지배적이다. 하지만 대개 책에는 사치품이나 향락적인 생활 형태 등에 대해서만 서술하고 있어 아피키우스의 삶에 대해서 이들 저서가 정확한 그의 삶을 기술했는지에 대해서는 의심의 소지가 많은 편이다.